# Robert Alviž
Robert Alviž (Sebenico, 6 settembre 1984) è un calciatore croato, centrocampista del Lipik.

## Carriera
Ha giocato nella massima serie dei campionati albanese, cipriota, azero, kazako e singaporiano.